# Komisariat Straży Granicznej „Hel”
Komisariat Straży Granicznej „Hel” – jednostka organizacyjna Straży Granicznej pełniąca służbę ochronną na granicy państwowej w latach 1929–1939.

## Formowanie i zmiany organizacyjne
W drugiej połowie 1927 przystąpiono do gruntownej reorganizacji Straży Celnej. W praktyce skutkowało to rozwiązaniem tej formacji granicznej.
Rozporządzeniem Prezydenta Rzeczypospolitej Polskiej Ignacego Mościckiego z 22 marca 1928 roku, do ochrony północnej, zachodniej i południowej granicy państwa, a w szczególności do ich ochrony celnej, powoływano z dniem 2 kwietnia 1928 roku  Straż Graniczną.
Rozkazem nr 1 dowódcy Straży Granicznej płk. Jana Jura-Gorzechowskiego z 29 kwietnia 1929 roku w sprawie zmian w organizacji Pomorskiego Inspektoratu Okręgowego zmieniał częściowo organizację Inspektoratu i powołał komisariat Straży Granicznej „Hel”.
Rozkazem nr 12 z 10 stycznia 1930 roku  w sprawie reorganizacji Pomorskiego Inspektoratu Okręgowego komendant Straży Granicznej płk Jan Jur-Gorzechowski ustalił nową organizację komisariatu.
Rozkazem nr 3 z 29 listopada 1933 roku w sprawach organizacyjnych', komendant Straży Granicznej płk Jan Jur-Gorzechowski zmienił nazwę placówkę I linii „Chałupy” na „Kuźnica”.
Rozkazem nr 12 z 14 lipca 1939 roku w sprawie reorganizacji placówek II linii i posterunków wywiadowczych oraz obsady personalnej, komendant Straży Granicznej gen. bryg. Walerian Czuma zniósł placówkę II linii „Hel”.

## Struktura organizacyjna
Organizacja komisariatu w kwietniu 1929:
- komenda − Hel
- pięć placówek Straży Granicznej na Helu
- wartownia Straży Granicznej „Jastarnia”

Organizacja komisariatu w styczniu 1930:
- komenda − Hel
- placówka Straży Granicznej I linii „Hel”
- placówka Straży Granicznej I linii „Jastarnia”
- placówka Straży Granicznej I linii „Chałupy” → w 1933 zmieniła nazwę na „Kuźnica”
- placówka Straży Granicznej II linii „Hel” → w 1939 zniesiona

Organizacja komisariatu w 1936:
- komenda − Hel
- placówka Straży Granicznej II linii Hel
- placówka Straży Granicznej I linii Jastarnia
- placówka Straży Granicznej I linii Kuźnica
- Flotylla Straży Granicznej[a]

## Funkcjonariusze komisariatu
| Kierownicy/komendanci komisariatu | Kierownicy/komendanci komisariatu | Kierownicy/komendanci komisariatu |
| stopień                           | imię i nazwisko                   | okres pełnienia służby            |
| --------------------------------- | --------------------------------- | --------------------------------- |
| aspirant                          | Tadeusz Kraus                     | 25 VIII –                         |
| Zastępcy komendanta komisariatu   |                                   |                                   |
| starszy strażnik                  | Jan Kolak                         | 1 V 1939 –                        |